# Bistum Itaguaí
Das Bistum Itaguaí (lateinisch Dioecesis Itaguaiensis, portugiesisch Diocese de Itaguaí) ist eine in Brasilien gelegene römisch-katholische Diözese mit Sitz in Itaguaí im Bundesstaat Rio de Janeiro.

## Geschichte
Das Bistum Itaguaí wurde am 14. März 1980 durch Papst Johannes Paul II. aus Gebietsabtretungen der Bistümer Nova Iguaçu und Barra do Piraí-Volta Redonda errichtet und dem Erzbistum São Sebastião do Rio de Janeiro als Suffraganbistum unterstellt.

## Bischöfe von Itaguaí
- Vital João Geraldo Wilderink OCarm, 1980–1998
- José Ubiratan Lopes OFMCap, 1999–2023
- Paulo Celso Dias do Nascimento, seit 2023

## Weblinks

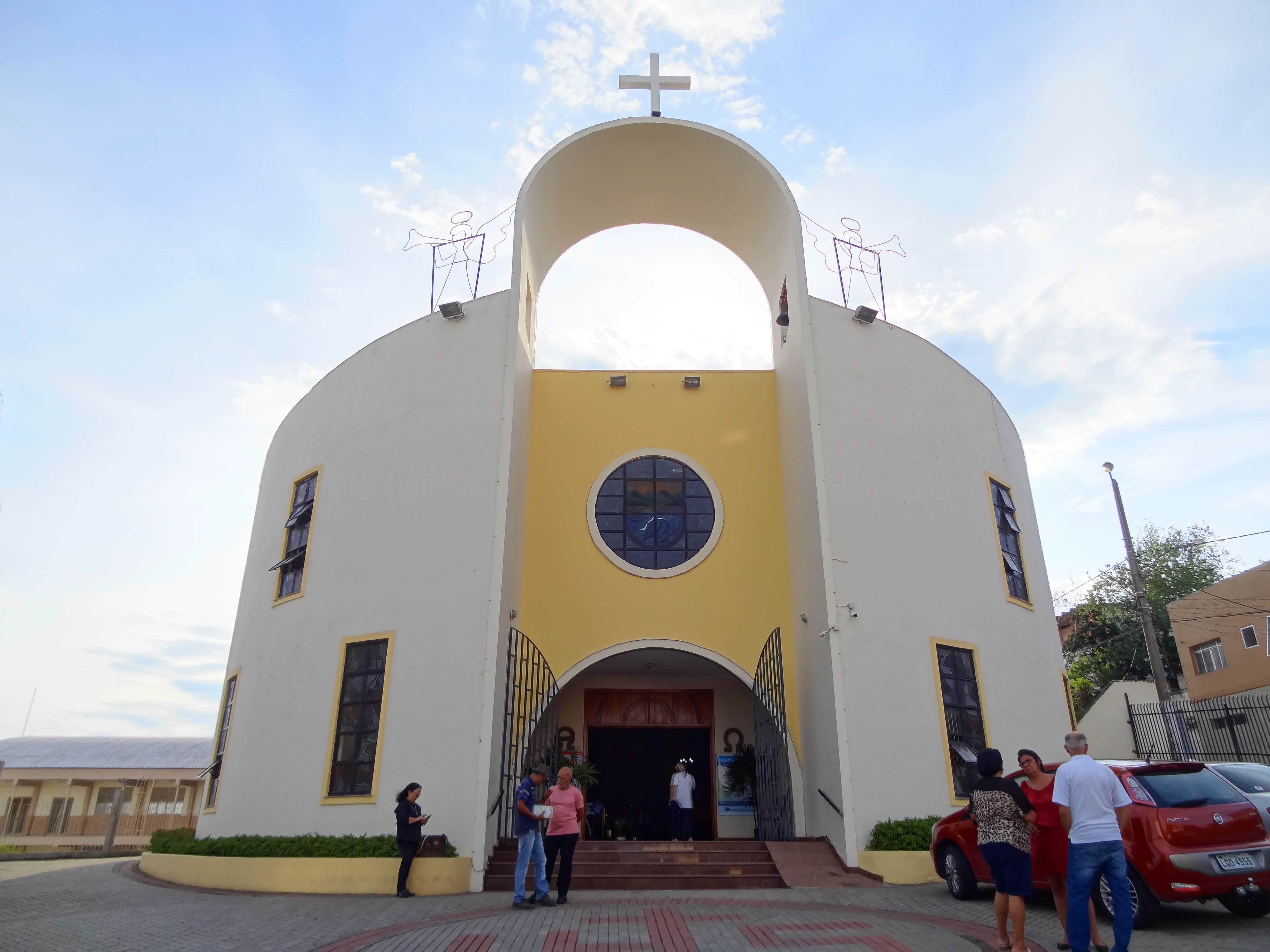
Kathedrale von Itaguaí (2017)